# John J. Mearsheimer

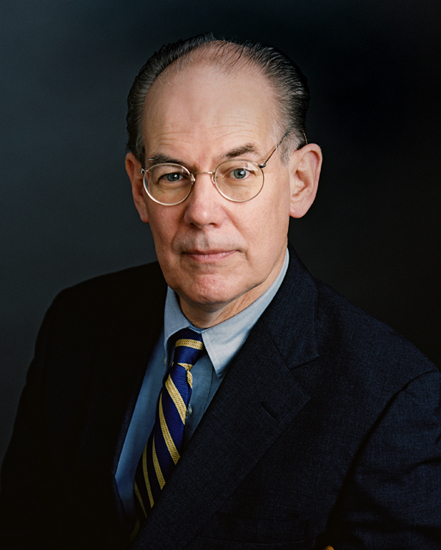
John J. Mearsheimer (2007)

John Joseph Mearsheimer (* 14. Dezember 1947 in Brooklyn, New York City) ist ein US-amerikanischer Politikwissenschaftler an der University of Chicago. Sein Schwerpunkt ist die Analyse internationaler Beziehungen aus der Perspektive des offensiven Neorealismus, den er erstmals 2001 in seiner Monografie The Tragedy of Great Power Politics darstellte.
Nach dieser Theorie, einer Richtung der neorealistischen Theorie in Internationalen Beziehungen, sind Staaten mit einem gegebenen Maß an Macht nicht zufrieden, sondern streben aus Sicherheitsgründen nach Hegemonie. Mearsheimers Erklärungsansatz und seine darauf gegründete Auffassung, für den Konflikt zwischen Russland und der Ukraine sei vor allem die außenpolitische Strategie der USA verantwortlich, wurden besonders nach dem Überfall Russlands auf die Ukraine im Jahr 2022 kontrovers diskutiert.
Mearsheimer ist zusammen mit Stephen Walt Autor des New-York-Times-Bestsellers The Israel Lobby and U.S. Foreign Policy (2007).

## Leben
Mearsheimer wurde im Dezember 1947 in Brooklyn, New York, geboren und wuchs bis zum achten Lebensjahr in New York City auf, bis seine Eltern nach Croton-on-Hudson umzogen.
Im Alter von 17 Jahren ging Mearsheimer zur Armee. Nach einem Jahr entschied er sich, die Militärakademie in West Point zu besuchen, wo er von 1966 bis 1970 blieb. Im Sommer 1970 heiratete er Mary T. Cobb. Aus der Ehe stammen eine Tochter und zwei Söhne. Nach seinem Abschluss 1970 diente er fünf Jahre als Offizier in der Luftwaffe.
In dieser Zeit erwarb er den Master-Abschluss in Internationalen Beziehungen von der University of Southern California. Danach studierte er an der Cornell University und erwarb 1980 seinen Ph.D. in Regierungslehre mit besonderem Schwerpunkt auf Internationalen Beziehungen. Von 1978 bis 1979 arbeitete er als Wissenschaftlicher Mitarbeiter an der Brookings Institution in Washington, D.C.; von 1980 bis 1982 war er Assistent am Center for International Affairs an der Harvard University. Von 1998 bis 1999 war er Mitarbeiter am Council on Foreign Relations in New York.
Seit 1982 ist Mearsheimer Mitglied der politikwissenschaftlichen Fakultät der University of Chicago. Er wurde 1984 Privatdozent, 1987 ordinierter Professor und wurde 1996 zum „R. Wendell Harrison Distinguished Service Professor“ ernannt. Von 1989 bis 1992 war er Leiter der politikwissenschaftlichen Abteilung. Er ist auch Fakultätsmitglied des Graduiertenprogramms und zweiter Direktor des Programms für Internationale Sicherheitspolitik.
Im Vorfeld der US-Präsidentschaftswahlen 2016 und 2020 unterstützte Mearsheimer den demokratischen Mitbewerber Bernie Sanders. Er begründete dies mit ökonomischer Ungleichheit als dringlichstem Problem westlicher Staaten.

## Forschungsbeiträge und Publikationen
Mearsheimers Publikationen umfassen Conventional Deterrence (1983), Nuclear Deterrence: Ethics and Strategy (co-editor, 1985); Liddell Hart and the Weight of History (1988); The Tragedy of Great Power Politics (2001), das den Lepgold Book Prize gewann; The Israel Lobby and U.S. Foreign Policy (2007) und Why Leaders Lie: The Truth About Lying in International Politics (2011). Seine Artikel erscheinen in Fachzeitschriften wie International Security und Magazinen wie The London Review of Books.
Er schreibt Gastbeiträge für The New York Times, die Los Angeles Times, und die Chicago Tribune.

### Conventional Deterrence, 1983
Mearsheimers erste Monografie befasst sich mit der Frage, inwiefern die Entscheidung, einen Krieg zu beginnen, vom vermuteten Ausgang des Konflikts abhängig ist. Sein Hauptargument hinsichtlich der Wirksamkeit der Abschreckungspolitik, die zu seiner Zeit die Außenpolitik bestimmte, ist, dass sie nur dann wirksam ist, wenn der mögliche Angreifer den Erfolg seines Angriffs für unwahrscheinlich oder zu kostenintensiv hält. Im gegenteiligen Fall ist die Abschreckung unwirksam. Diese Annahme seiner Theorie wird allgemein geteilt. Im Besonderen hängt der Erfolg des Angreifers von der Strategie seines Gegners ab. Die erste von drei möglichen Strategien ist die des Erschöpfungskrieges, der ein hohes Maß an Ungewissheit über den Ausgang und hohe Kosten für den Angreifer mit sich bringt.
Die zweite „Strategie der begrenzten Ziele“ ist risikoärmer und weniger aufwändig. Die dritte Strategie, die einen „Blitzkrieg“ plant, verspricht schnellen und entscheidenden Erfolg zu geringen Kosten.
Mearsheimer schreibt die Misserfolge auf modernen Kriegsschauplätzen dem Irrtum des Angreifers zu, einen Blitzkrieg führen zu können. Die anderen beiden Strategien führen kaum zum Versagen der Abschreckung, weil (beim Erschöpfungskrieg) die geringen Erfolgschancen und die hohen Kosten oder (bei der Strategie der begrenzten Ziele) die nur geringen Gewinne verbunden mit dem Risiko der Entstehung eines Erschöpfungskrieges dagegen stehen. Wenn der Angreifer jedoch eine schlüssige „Blitzkrieg“- Strategie besitze, sei ein Angriff wahrscheinlich, da die möglichen Vorteile die Kosten und Risiken überwögen.
Neben Analysen des Zweiten Weltkrieges und des arabisch-israelischen Konflikts leitet Mearsheimer daraus Schlussfolgerungen für Mitteleuropa im Kalten Krieg ab. Ein Angriff der Sowjetunion erschien ihm 1983 unwahrscheinlich, da eine Blitzkriegstrategie nicht angewandt werden konnte. Das Mächtegleichgewicht und die Schwierigkeiten eines raschen Vorstoßes durch Mitteleuropa angesichts der NATO-Streitkräfte machten den Ausbruch eines konventionellen Krieges unwahrscheinlich. Zum Zweiten Weltkrieg stellte er dar, dass der Feldzug Deutschlands gegen Polen 1939 kein Blitzkrieg gewesen sei, und dass der Blitzkrieg gegen Frankreich 1940 nach dem Sitzkrieg nur gegen erhebliche Widerstände und nach Strategieänderungen auch Adolf Hitlers durchgeführt wurde. Die Alliierten hätten eine für Polen unrealistische Garantie abgegeben und sich aus Furcht vor einem Erschöpfungskrieg und der momentanen Überlegenheit Deutschlands zurückgehalten. Die Abschreckung habe demnach versagt, Polen wurde in dieser Strategie dem Gegner überlassen. Auch auf Seiten Frankreichs sei 1940 weiterhin die Angst vor einem Stellungskrieg wie im Ersten Weltkrieg vorherrschend gewesen, das Ziel eines Angriffs habe nie bestanden, das von der deutschen Seite teilweise angenommen wurde. Auch hier habe also die Abschreckung versagt.

### Aufsätze zur atomaren Abschreckung, 1990 bis 2000
1990 veröffentlichte Mearsheimer einen Aufsatz, in dem er die These vertrat, dass Europa zu einer multipolaren Situation ähnlich der in der ersten Hälfte des 20. Jahrhunderts zurückkehren könnte, wenn amerikanische und sowjetische Truppen sich nach dem Ende des Kalten Krieges zurückzögen. In einem anderen Artikel in The Atlantic vertrat er die These, dass diese multipolare Situation die Verbreitung von Atomwaffen fördern könnte, besonders in Deutschland.
In diesem Aufsatz und in einem Artikel in Foreign Affairs von 1993 „The case for a Ukrainian nuclear deterrent“, befürwortete er zur Verringerung der Kriegsgefahr, dass die USA Deutschland und die Ukraine ermutigen sollten, ein Nuklearwaffenarsenal aufzubauen, um der Gefahr durch einen extremen Nationalismus zu begegnen. Er stellte mehrere Szenarien für ein Europa ohne Anwesenheit amerikanischer und russischer Streitkräfte vor. Ein Europa mit Nuklearwaffen könne mit großer Wahrscheinlichkeit den Frieden bewahren; ohne eine nukleare Abschreckung würde Deutschland sicher wieder den Kontinent erobern (Seite 32–33). Für die Ukraine wäre es strategisch unklug, ihr nukleares Arsenal aufzugeben, was 1994 aber beschlossen und bis 1996 verwirklicht wurde. 2006 auf seine erste Annahme angesprochen, vertrat er weiterhin die Auffassung, seine Voraussagen würden sich bewahrheiten, wenn die USA sich aus Europa zurückzögen.
In Gastbeiträgen der Jahre 1998 und 2000 für The New York Times, verteidigte Mearsheimer das Recht Indiens, Nuklearwaffen zu erwerben, um Chinas und Pakistans Einfluss durch eine Abschreckungsstrategie auszugleichen und so den Frieden in der Region zu sichern. Er kritisierte die Nichtverbreitungspolitik der USA gegenüber Indien, weil er sie für unrealistisch und den amerikanischen Interessen in der Region zuwiderlaufend hielt.

### The Tragedy of Great Power Politics, 2001
John Mearsheimer ist der führende Vertreter der Theorie des Offensiven Neorealismus. Diese Strukturtheorie legt anders als der klassische Realismus Hans Morgenthaus das Hauptgewicht der Analyse nicht mehr auf die Persönlichkeitsmerkmale von Politikern und politische Verlautbarungen von Diplomaten, sondern auf die fundamentale Konkurrenz aller Großmächte im Streben nach größtmöglicher Sicherheit innerhalb des anarchischen internationalen Systems. Im Unterschied zum defensiven Realismus von Kenneth Waltz betont Mearsheimers Ansatz, dass Staaten mit einem gegebenen Maß an Macht nicht zufrieden sind, sondern aus Sicherheitsgründen Hegemonie anstreben, weil die anarchische Struktur des internationalen Systems große Anreize für Staaten schaffe, Gelegenheiten zur Machterweiterung auf Kosten anderer zu suchen. Mearsheimer fasste seine Vorstellungen 2001 in dem Buch The Tragedy of Great Power Politics wie folgt zusammen:
„Unter der Voraussetzung, dass es kaum zu bestimmen ist, wieviel Macht heute und morgen genügen wird, erkennen die Großmächte, dass der beste Weg, ihre Sicherheit zu gewährleisten, darin besteht, jetzt eine hegemoniale Stellung zu erreichen, womit sie jede Möglichkeit einer Herausforderung durch eine andere Großmacht ausschließen. Nur ein fehlgeleiteter Staat würde die Gelegenheit, Hegemonialmacht zu werden, an sich vorbeigehen lassen, weil er denkt, er habe schon genügend Macht um zu überleben.“
In dieser Welt gebe es keine Status-quo-Macht, da „eine Großmacht mit einem Machtvorteil sich gegenüber ihren Gegnern aggressiv verhält, weil sie die Fähigkeit und den Anreiz dazu hat.“ Er lehnt daher die demokratische Friedenstheorie ab, die postuliert, dass Demokratien nie oder nur selten Kriege miteinander führen.
Mearsheimer glaubt nicht an die Möglichkeit einer globalen Hegemonie. Staaten könnten grundsätzlich nur regionale Hegemonie erreichen und versuchten, andere davon abzuhalten, regionale Hegemonie zu erreichen, damit sie sich nicht in die staatlichen Angelegenheiten der Mitbewerber einmischen könnten. Staaten wie die USA, die regionale Hegemonie erreicht haben, wirken als Balancekräfte, die in anderen Regionen nur dann eingreifen, wenn die dortigen Mächte den Aufstieg eines Hegemons nicht verhindern können.
2004 lobte Mearsheimer den Historiker E. H. Carr für dessen Buch The Twenty Years’ Crisis, da dieser behauptet hatte, internationale Beziehungen seien ein „Krieg aller gegen alle“, in dem jeder Staat seine Interessen für erstrangig hält. Mearsheimer vertritt die Meinung, dass Carrs Argumente auch im Jahre 2004 noch genau wie 1939 gültig sind und bedauerte die vorherrschende idealistische Auffassung über internationale Politik in akademischen Kreisen Großbritanniens.

### Die Israel-Lobby, 2007
Die Autoren vertreten die These, eine seit Ende der 1960er-Jahre festzustellende und weitgehend vorbehaltlose Unterstützung Israels durch die USA laufe den Interessen der Vereinigten Staaten zuwider und schade letztendlich beiden Staaten. Die Veröffentlichung des Artikels löste in vielen Ländern eine Kontroverse aus, da die Autoren das Wirken einer proisraelischen Lobby in den USA für die Abkehr des Landes von objektiven amerikanischen Interessen im Nahen Osten verantwortlich machten. Für die Verzerrung des amerikanischen Eigeninteresses machen die Autoren einen „losen Zusammenschluss von Einzelpersonen und Organisationen“ verantwortlich, „die aktiv daran arbeiten, der US-Außenpolitik eine pro-israelische Richtung zu geben“.

### Lüge in der Internationalen Politik, 2011
Übersicht
Mearsheimer schrieb mit Why Leaders Lie das erste systematische Werk über die Rolle der Lüge in der internationalen Politik. Nach einem Interview mit Mearsheimer in The Boston Globe ist die Lehre des Buchs „Lüge selektiv, lüge gut und mach deine Sache so gut du kannst.“ Er stellt dar, dass politische Führer das Ausland ebenso wie das eigene Volk belügen, weil sie daran glauben, damit ihrem Land zu dienen. Präsident Franklin D. Roosevelt beispielsweise log bei dem Greer-Vorfall im September 1941, weil er davon überzeugt war, dass der Kriegseintritt im nationalen Interesse der USA liege.
Mearsheimers wichtigste Befunde sind, dass die Lügen gegenüber dem Ausland nicht so häufig sind und dass demokratische Politiker häufiger ihr eigenes Volk belügen als Diktatoren. Saddam Hussein log nicht hinsichtlich des Besitzes von Massenvernichtungswaffen – er sagte wahrheitsgemäß, er habe keine –, aber George W. Bush und seine Hauptberater belogen das amerikanische Volk über die angebliche Bedrohung durch den Irak. Am häufigsten werde das Volk in Demokratien belogen, wenn es darum geht, einen selbstgewählten Krieg an fernen Schauplätzen zu führen. Lüge gegenüber anderen Ländern sei selten, da eine Atmosphäre gegenseitigen Misstrauens herrsche, besonders, wenn es um Sicherheitsfragen geht. Erfolgreiches Lügen setze Vertrauen voraus. So ist es für Politiker leichter, das eigene Volk zu belügen, da hier meist ein höheres Maß an Vertrauen gegeben ist.
Typologie der Lüge
Mearsheimer unterscheidet fünf Arten der politischen Lüge:
- Lügen zwischen Staaten,
- Panikmache,
- Strategische Verschleierung,
- Nationale Mythen und
- Liberale Lügen.

Lügen gegenüber anderen Ländern können negative Folgen haben:
- Der Bumerang-Effekt führe zu einer Kultur der Täuschung im Inland;
- Die „Fehlzündung“ bedeute, dass die politischen Ziele durch die Lüge gerade unmöglich gemacht werden.

Neben der Lüge unterscheidet Mearsheimer noch weitere Täuschungstechniken:
- „Verheimlichung“, wenn etwas Wichtiges verschwiegen wird, und
- „Seemannsgarn“, wenn Geschichten erzählt werden, die die Bewertung von Vorgängen einseitig beeinflussen.

## Positionen und Kontroversen

### Erster Golfkrieg 1991
1991 publizierte Mearsheimer zwei Gastbeiträge in der Chicago Tribune und der New York Times, in denen er darstellte, dass der Krieg zur Befreiung Kuwaits rasch zu einem siegreichen Ende geführt werden und weniger als 1000 Opfer auf US-amerikanischer Seite kosten könne. Diese Sicht der Dinge widersprach der allgemeinen Wahrnehmung zu Kriegsbeginn, nach der ein monatelanger Krieg mit mehreren tausend Opfern auf US-amerikanischer Seite zu erwarten war. Mearsheimer berief sich auf die rückständige Ausrüstung der irakischen Streitkräfte, die bessere Ausrüstung und Ausbildung der US-amerikanischen Truppen, besonders der Artillerie, die Luftüberlegenheit und die ungünstige Aufstellung der irakischen Truppen, die einen Durchbruch der US-amerikanischen Verbände ermöglichte. Robert D Kaplan bestätigte die Logik von Mearsheimers Darstellung, der auch der Kriegsverlauf entsprach.
Mearsheimers Zuversicht, dass der Kampf gegen Saddam ein Kinderspiel werden würde, basierte zum Teil auf seinen Reisen nach Israel in den 1970er und 1980er Jahren, als er konventionelle militärische Abschreckung studierte. Die Israelis hatten ihm gesagt, dass die irakische Armee, verstrickt in die sowjetische Doktrin, eine der schlimmsten Armeen der arabischen Welt sei.

### Zweiter Golfkrieg 2003
Am 26. September 2002 veröffentlichte Mearsheimer mit 33 anderen Wissenschaftlern eine Anzeige in der New York Times mit der Einleitung, „Krieg mit dem Irak liegt nicht im amerikanischen nationalen Interesse“. Er hielt es für unmöglich, den Irak nach einem Krieg durch den Einsatz amerikanischer Truppen zu demokratisieren.

### Kontroverse mit Noelle-Neumann
Mitte Oktober 1991 geriet Mearsheimer als Departementsleiter in eine Kontroverse mit der Gastprofessorin Elisabeth Noelle-Neumann um einen Artikel von Leo Bogart über ihre Tätigkeit als Autorin und Herausgeberin der Nazi-Zeitung Das Reich. Nach einem Gespräch mit ihr erklärte Mearsheimer öffentlich: „Ich glaube, dass Noelle-Neumann eine Antisemitin war.“ Er führte eine Kampagne an, in der sie aufgefordert wurde, sich zu entschuldigen.
Noelle-Neumann hielt es für unangemessen, ihre Artikel aus heutiger Sicht losgelöst von ihrer Entstehungszeit zu beurteilen, worin sie von Lloyd Irving Rudolph unterstützt wurde: Erst nach dem Krieg hätte sich, die im Übrigen falsche Meinung, verbreitet, die USA hätten sich vor ihrem Kriegseintritt um das Schicksal der Juden Sorgen gemacht.

### Israel und Palästina
Mearsheimer kritisierte 2006 den Krieg gegen den Libanon, weil Israels Strategie zum Scheitern verurteilt sei – sie beruhe auf der falschen Annahme, dass die israelischen Luftstreitkräfte eine Guerilla-Streitmacht wie die Hisbollah besiegen könnten. Der Krieg war seiner Meinung nach eine Katastrophe für das libanesische Volk und ein schwerer Rückschlag für die USA und Israel. Die Israel-Lobby habe eine Schlüsselrolle dabei gespielt, Israels kontraproduktive Reaktion zu ermöglichen, indem die USA darin gehindert wurde, unabhängigen Einfluss auszuüben.
Mearsheimer kritisierte auch Israels Gazaoffensive gegen Hamas im Dezember 2008. Dieser Angriff würde die Fähigkeit der Hamas, Raketen auf Israel abzuschießen, nicht ausschalten und die Hamas nicht dazu bewegen, ihren Kampf mit Israel zu beenden. Die Beziehungen würden sich eher weiter verschlechtern.
Mearsheimer betonte, die einzige Hoffnung für ein Ende des Konflikts sei die Beendigung der Besetzung der Westbank und die Erlaubnis, einen Palästinenserstaat zu gründen. Ansonsten würde sich Israel in einen „Apartheidstaat“ verwandeln.
Mearsheimers Kritik an Israel bezog auch dessen Nuklearwaffenbesitz ein. 2010 versicherte Mearsheimer, Israel als Nuklearmacht sei nicht im amerikanischen Interesse, und zog Israels Verantwortlichkeit in Zweifel.
Zweistaatenlösung
Im April 2010 bezeichnete Mearsheimer die Zweistaatenlösung in einer Vorlesung, mehreren Artikeln und einer Aufsatzsammlung als „Phantasie“, da Israel den Gazastreifen und die Westbank in ein „Groß-Israel“ eingliedern werde, das dann zu einem „Apartheidstaat“ würde. Dieser Staat wäre politisch nicht lebensfähig, die meisten amerikanischen Juden würden ihn nicht unterstützen. Am Ende würde daraus ein demokratischer binationaler Staat, in dem die Palästinenser die Mehrheit hätten. Amerikanische Juden, denen Israel am Herzen liege, könne man in drei Gruppen einteilen: Neue „Südafrikaner“, die Israel unterstützten, auch wenn es ein „Apartheidstaat“ wäre, „gerechte“ Juden, die an die universelle Gültigkeit der Menschenrechte glauben, und die große „ambivalente Mitte“. Deren Angehörige würden einen „Apartheidstaat“ nicht unterstützen, weil amerikanische Juden zu den nachdrücklichsten Verteidigern der traditionellen liberalen Werte gehören, weshalb die „Südafrika“-Fraktion mit der Zeit marginalisiert würde. Mearsheimer führte aus, die meisten Mitglieder der Israel-Lobby seien „neue Südafrikaner“, und nannte Abraham Foxman der Anti-Defamation League, David Harris des American Jewish Committee, Malcolm Hoenlein der Conference of Presidents of Major American Jewish Organizations, Ronald Lauder des World Jewish Congress, Morton Klein der Zionist Organization of America; außerdem „Geschäftsleute“ wie Sheldon Adelson, Lester Crown, and Mortimer Zuckerman und „Medienpersönlichkeiten“ wie Fred Hiatt, Charles Krauthammer, Bret Stephens und Martin Peretz.
Was an dieser Situation wirklich bemerkenswert ist, ist, dass die Lobby Israel dabei hilft, seine eigene Zukunft als jüdischer Staat zu zerstören. Darüber hinaus gibt es ein alternatives Ergebnis, das relativ einfach zu erreichen wäre und eindeutig im besten Interesse Israels liegt: die Zwei-Staaten-Lösung. Es ist schwer zu verstehen, warum Israel und seine amerikanischen Unterstützer keine Überstunden machen, um einen lebensfähigen palästinensischen Staat zu schaffen, und warum sie stattdessen mit voller Kraft voranschreiten, um einen Apartheidstaat aufzubauen. Es macht weder aus moralischer noch aus strategischer Sicht Sinn.
Stephen M Walt kommentierte, er sei nicht so pessimistisch wie Mearsheimer, es sei ein schmales Fenster für eine tragfähige Zwei-Staaten-Lösung offen. Wenn genügend Menschen davon überzeugt seien, würden sie vielleicht handeln, um die düstere Zukunftsvision Mearsheimers abzuwenden. Andrew Sullivan im Atlantic schrieb zu Mearsheimers Auffassung, man frage sich, ob es nicht bereits zu spät sei. "Aber diejenigen, die wollen, dass Israel als jüdischer Staat überlebt und gedeiht, müssten dies sicherlich hoffen. 
Ich vermute, dass der einzige große politische „Ismus“ des 19. Jahrhunderts, der im 21. Jahrhundert unversehrt überlebt hat, in großer Gefahr ist, zu sterben. Israels einzige Hoffnung ist Obama. Doch als er ihnen den Spiegel vorhält, zerbricht dieser.
Jüdische Identität
2011 schrieb John Mearsheimer über Gilad Atzmons Buch The Wandering Who: „Gilad Atzmon hat ein faszinierendes und provokantes Buch über jüdische Identität in der modernen Welt geschrieben. Er zeigt, wie Assimilation und Liberalismus es für Juden in der Diaspora zunehmend schwierig machen, einen starken Sinn für ihr 'Jüdischsein' zu bewahren. Verängstigte jüdische Führungspersönlichkeiten haben sich dem Zionismus (blinde Loyalität gegenüber Israel) und der Panikmache (Bedrohung durch einen neuen Holocaust) zugewandt, um den 'Stamm' zu einen und von den „Goyim“ der Umwelt abzugrenzen. Wie Atzmons eigener Fall zeige, gelingt diese Strategie nicht und bereite vielen Juden großes Leid.“ Auf Jeffrey Goldbergs Behauptung, Atzmon sei Antisemit, antwortete Mearsheimer: „Atzmons Hauptargument ist der häufige Widerspruch zwischen der universalistischen Rede und dem partikularistischen Denken und Handeln von Juden. Sie sprechen wie Liberale, aber handeln wie Nationalisten ...“. In diesem Zusammenhang behandelt er (Atzmon), was er die „Holocaust-Religion“ nennt, den Zionismus und Israels Umgang mit den Palästinensern. Er hat, um es noch einmal zu sagen, keine feindseligen Vorbehalte gegenüber der Religion oder gegenüber Einzelpersonen, die Juden von Geburt sind. Jon Chait führte in einer Entgegnung Zitate aus Atzmons Buch an, die explizit antisemitischen Charakter trügen, indem sie zeitlose antisemitische Vorurteile aufgriffen.

### China
Mearsheimer vertritt die Meinung, dass Chinas Aufstieg nicht friedlich vonstattengehen wird. Die USA würden Chinas Einfluss eindämmen und seinen Aufstieg zur Regionalmacht verhindern. China werde versuchen, die Asien-Pazifik-Region so zu dominieren wie die USA die westliche Welthalbkugel. Es ginge dabei um Sicherheit und Überlegenheit gegenüber den Nachbarn, die dies als mögliche Bedrohung ihrer Stellung ansähen. Die USA würden eine Koalition aus Indien, Japan, den Philippinen, Südkorea, Vietnam und Indonesien zu bilden suchen, um Chinas wachsende Macht auszugleichen. Er weist auf die verstärkte Allianz mit Vietnam und Indien hin, die diese Entwicklung zeigten.
Auch Australien sollte wegen des Aufstiegs Chinas besorgt sein, denn dieser würde zu einer intensiven Konkurrenz zwischen China und den USA führen und die Region destabilisieren. Mearsheimer weist darauf hin, dass China die aggressive Theorie Alfred Thayer Mahans übernommen habe, der sich für die Kontrolle der Weltmeere und für „Entscheidungsschlachten“ ausgesprochen habe.

### Ukraine-Krise 2014
Nachdem Mearsheimer 1993 noch gewarnt hatte, eine atomwaffenfreie Ukraine bleibe der Gefahr russischer Wiedereroberungsversuche ausgesetzt, kritisierte er in der Ukraine-Krise 2014 rückblickend die geopolitische Neuorientierung der USA unter Clinton seit 1995 aufgrund ihrer „monopolaren und hegemonialen“ Ausrichtung. In der Absicht, die Regierung Russlands zu schwächen, wolle man die NATO bis an die Grenzen Russlands ausdehnen. In einem Artikel in Foreign Affairs im August 2014, dessen Übersetzung im September 2014 in Internationale Politik und Gesellschaft erschien, wies er dementsprechend die Hauptschuld für den Ausbruch des Konflikts den USA und ihren westlichen Verbündeten zu.
An der Wurzel des Konflikts liegt die NATO-Osterweiterung, Kernpunkt einer umfassenden Strategie, die Ukraine aus der russischen Einflusssphäre zu holen und in den Westen einzubinden. Dazu kamen die EU-Osterweiterung und die Unterstützung der Demokratiebewegung in der Ukraine durch den Westen, beginnend mit der Orangenen Revolution 2004. (...) Der Dreierpack politischer Maßnahmen des Westens – NATO-Osterweiterung, EU-Osterweiterung und Förderung der Demokratie – war die Nahrung für ein Feuer, das nur noch entzündet werden musste. 
Das Narrativ, Putin habe nur auf Gelegenheiten gewartet, sich die Ukraine einzuverleiben, sei falsch. Beim Sturz der Regierung Janukowitsch handle es sich um einen von den USA geförderten Putsch, der das „Fass zum Überlaufen“ gebracht habe.
Die politischen Eliten der USA und Europas hätten die Ereignisse unvorbereitet getroffen, „weil sie der Logik des Realismus im 21. Jahrhundert kaum noch Bedeutung zumessen und davon ausgehen, dass sich die Einheit und Freiheit Europas mittels liberaler Prinzipien wie Rechtsstaatlichkeit, ökonomischer Interdependenz und Demokratie gewährleisten lassen.“
Die USA hätten in Kenntnis der ablehnenden, aus dem Sicherheitsinteresse Russlands heraus verständlichen Haltung Russlands die Osterweiterung der EU und der NATO vorangetrieben und die Demokratisierung der Ukraine unterstützt. Putins Reaktion hält Mearsheimer für verständlich, denn die Ukraine sei (als blockfreier Staat) als Puffer für Russlands Sicherheitsbedürfnis „unabdingbar“.
Mearsheimer sieht in der NATO-Osterweiterung eine gefährliche Provokation Russlands. Er beruft sich dabei auf George F. Kennan als einen der ersten kritischen Mahner, der 1998 vor der Kriegsgefahr als Folge der Osterweiterung gewarnt hatte. Die politischen Fehler führt Mearsheimer auf den Mangel an politischem Realismus bzw. den großen Einfluss der Denkschule der „liberalen Hegemonie“ sowohl in der Demokratischen Partei als auch in der Republikanischen Partei zurück. Der einzig sinnvolle Weg aus der Krise sei, die Sicherheitsinteressen Russlands wie jeder anderen Macht nüchtern einzukalkulieren. Die Ukraine müsse die Rolle des Puffers oder der Brücke akzeptieren, die ihr durch ihre geostrategische Situation vorgegeben sei. Alles andere sei abstrakt und realpolitisch bedeutungslos. Die konstruktive Zusammenarbeit des Westens mit Russland sei zur Lösung wichtiger bestehender und anstehender Probleme von großer Bedeutung und sollte nicht aufs Spiel gesetzt werden. Mearsheimer benannte auch die Waffen und „Berater“, die die USA zur Verfügung stellt, um die Ukraine in einen „Bürgerkrieg“ zu führen. Auf die Empfehlung der Brookings Institution von 2015, Waffen an die Ukraine zu liefern, um die Kosten eines Angriffs für Putin zu erhöhen, erwidertet Mearsheimer, die strategische Bedeutung sei für Russland so groß, dass es den Konflikt um jeden Preis, bis hin zum Einsatz von Nuklearwaffen, fortsetzen werde.
Der frühere US-Botschafter in Russland, Michael McFaul, entgegnete 2014, dass die russische Außenpolitik nicht eine Reaktion auf die USA sei, sondern auf der inneren russischen Dynamik der Jahre 2011/12 beruhe.
In einer Vorlesung aus dem September 2015 bezweifelte Mearsheimer, dass Putin ein Interesse daran habe, die Ukraine zu erobern. Wörtlich erklärte er hierzu: „Wenn Sie Russland wirklich zerstören wollen, sollten Sie es ermutigen, die Ukraine zu erobern. Putin ist viel zu klug, um das zu versuchen“.

### Russischer Überfall auf die Ukraine 2022
Eine Woche nach dem Überfall Russlands auf die Ukraine, am 1. März 2022, fragte Isaac Chotiner Mearsheimer im New Yorker, ob es nicht Imperialismus sei, der Ukraine das Selbstbestimmungsrecht abzusprechen, wenn es eine liberale Demokratie werden wolle. Mearsheimer antwortete, es gehe bei dem „Bürgerkrieg“ in der Ukraine und dem Angriffskrieg Russlands nicht um die innere demokratische Verfassung der Ukraine, sondern um außen- und geopolitische Entscheidungen gegen die Sicherheitsinteressen einer Großmacht. 
Wenn die Ukraine eine pro-amerikanische liberale Demokratie und ein Mitglied der NATO und ein Mitglied der EU wird, werden die Russen dies als kategorisch inakzeptabel betrachten. Wenn es keine NATO-Erweiterung und keine EU-Erweiterung gäbe und die Ukraine einfach eine liberale Demokratie würde und allgemein mit den Vereinigten Staaten und dem Westen befreundet wäre, könnte sie wahrscheinlich damit durchkommen.
Das Verhalten Russlands sei nicht imperialistisch, da es Russland nicht um die Vergrößerung des Territoriums gehe. 
Was passiert ist, ist, dass diese große Krise ausbrach, und wir mussten die Schuld zuweisen, und natürlich würden wir uns niemals selbst die Schuld geben. Wir würden den Russen die Schuld geben. Also erfanden wir die Geschichte, Russland sei auf Aggression in Osteuropa aus, dass Putin daran interessiert sei, ein größeres Russland zu schaffen oder vielleicht sogar die Sowjetunion neu zu erschaffen.
Die russische Regierung schlug nach Mearsheimers Auffassung „zurück“, nachdem sie provoziert worden sei. Er verglich dabei das als aggressiv interpretierte Verhalten Russlands mit dem als „Intervention“ bezeichneten militärischen Eingreifen der USA in südamerikanischen Ländern während des Kalten Krieges. Wie für jeden Nachbarn einer Großmacht sei es auch für die Ukraine ratsam, mit größter Vorsicht zu bedenken, was der Nachbar denke und fühle. 
Wenn Sie ein Land wie die Ukraine sind und neben einer Großmacht wie Russland leben, müssen Sie genau darauf achten, was die Russen denken, denn wenn Sie einen Stock nehmen und ihnen ins Auge stechen, werden sie zurückschlagen. Die Staaten der westlichen Hemisphäre verstehen dies in Bezug auf die Vereinigten Staaten sehr gut.

## Kritik
Maxim Trudoljubow, Senior Fellow des Kennan Institute und leitender Redakteur von Meduza, kritisierte, Theoretiker, die wie Mearsheimer versuchten, Kriege geostrategisch zu verstehen oder gar zu rechtfertigen, sprächen die Sprache der „Großmachtpolitik“, einer „Entmenschlichung“ der Welt.
Für die öffentliche Kultivierung externer Bedrohungen, die Schaffung von Feindbildern und den Handel mit angeblich durch die besetzten Gebiete verursachten nationalen Missständen sollte kein Platz sein. Die Grenzen müssen ihre gegenwärtig erfundene Heiligkeit verlieren. Denn Grenzen sind immer künstlich. Dies sind die Ergebnisse von Kriegen, dem Zusammenbruch von Imperien, Verhandlungen, zufälligen Entscheidungen, Fehlern. Dies sind Schlachten, die im Boden begraben sind. Ihr Graben sollte verboten werden.
Adam Tooze analysierte die neorealistische Position Mearsheimers und ihre Konsequenzen im New Statesman besonders nach einer millionenfach geteilten Videovorlesung der Universität von Chicago und Mearsheimers Telefoninterview mit dem New Yorker, mit dem Mearsheimer nach Toozes Aussage „blanken Hass“ auf sich zog. Außerdem hatte auch die russische Regierung auf Mearsheimer verwiesen. Dies führte zu Verdächtigungen, Mearsheimer arbeite mit der russischen Regierung zusammen, was auch von Anne Applebaum insinuiert wurde. Nach Tooze vertritt Mearsheimer die neorealistische These, dass entsprechend der politischen Logik Russland wie jede Großmacht, auch die USA, seine Sicherheitsinteressen durch die Errichtung und Verteidigung von Einflusssphären schütze. Die Monroe- oder die Carter-Doktrin werden als Beispiele für die Außenpolitik der USA genannt. Solche Einflusssphären würden, wenn nötig, mit aller Gewalt verteidigt, da die Sicherheitsinteressen als existenzielle Interessen eines Staates höher stünden als das Völkerrecht.
Der Spielraum der Ukraine wird nach dieser Auffassung davon bestimmt, wieweit es ihr gelingt, zwischen Westorientierung und Rücksicht auf russische Sicherheitsinteressen eine Balance zu finden. Mearsheimer leugnet dabei nicht die Aggression Russlands, seine Kritik wendet sich aber gegen die EU und die NATO: „Dem westlichen Winken mit einer möglichen EU-Assoziation und einer NATO-Mitgliedschaft konnte die ukrainische Politik einerseits kaum widerstehen, was sie aber andererseits unweigerlich dem geballten Zorn Moskaus auslieferte.“ Mearsheimer äußerte außerdem am 3. März 2022, „wenn die ukrainische Regierung klug wäre, dann würde sie ihre Beziehung zu den U.S.A. beenden“. Nur so könne ein Modus Vivendi mit Russland erreicht werden.
Tooze führt den Ansatz Mearsheimers im Anschluss an den Germanisten Matthew Specter ideengeschichtlich auf das sozialdarwinistisch begründete geopolitische Denken des Imperialismus und dessen „rigiden moralischen Relativismus“ zurück, vor allem auf deutsche Theoretiker wie Karl Haushofer und Carl Schmitt. „Specter zieht eine gerade Linie, die von den Politischen Geografen und Seemacht-Theoretikern des späten 19. Jahrhunderts wie in Deutschland Friedrich Ratzel oder in den USA Alfred Mahan über die deutschen Geopolitiker der Zwischenkriegszeit – etwa Karl Haushofer und Carl Schmitt – zu den Klassikern des amerikanischen ‚Realismus‘ führt, zum Beispiel zu Hans Morgenthau.“ In den USA hätte man diese „deutsch-amerikanische Linie“ und den Ursprung im US-amerikanischen Imperialismus mit einer Pseudoerklärung kaschiert, zu der oft Thukydides’ Melierdialog beigezogen werde. Tooze findet diese Herleitung „verengt“ und betont Mearsheimers Kritik am Imperialismus. Er sieht auch Affinitäten mit Edward Hallett Carr, Goldsworthy Lowes Dickinson und politisch links orientierten Historikern wie Charles Beard, die den Realismus dafür schätzen, „die brutale Logik der Mächte unverblümt auszusprechen“. Tooze konstatiert außerdem, Mearsheimers Optik, die tatsächlich Einblick in das Geschehen gebe, werde von einer großen Mehrheit des außenpolitischen Establishments in den USA geteilt. Er kritisiert jedoch, dass der Kriegseintritt Russlands gerade unter realistischen Vorzeichen nicht sinnvoll gewesen sei und Krieg auch allgemein keine guten Ergebnisse liefere.

„Wahrer Realismus ist die endlose Aufgabe, unsere politischen Ziele und die Wege, diese zu erreichen, vernünftig zu bestimmen. Im Ergebnis dessen zum Mittel des Krieges zu greifen, sollte so deutlich verurteilt werden, wie es ein derartiger Schritt verdient. Eine solche Entscheidung darf nicht als eine „logische“ und letztlich auf der Hand liegende Reaktion auf irgendwelche gegebenen Umstände normalisiert werden. Wer immer in politische Entscheidungen involviert ist oder sich darüber öffentlich und wissenschaftlich äußert, ist an diesem Imperativ zu messen.“

## Mitgliedschaften
2003 wurde er in die American Academy of Arts and Sciences gewählt.

## Preise und Auszeichnungen
- 1977 Clark Award für herausragende Leistungen in der akademischen Lehre
- 1983 erhielt er für Conventional Deterrence den Edgar S. Furniss Jr.-Buchpreis
- 1985 Quantrell Award für herausragende Lehre an der University of Chicago.
- 2020 James Madison Award der American Political Science Association, der alle drei Jahre an einen amerikanischen Politikwissenschaftler verliehen wird, der herausragende wissenschaftliche Beiträge geleistet hat.[73]
- 2001 wurde die Publikation The Tragedy of Great Power Politics mit dem Lepgold Book Prize ausgezeichnet

## Veröffentlichungen (Auswahl)

### Bücher
- Conventional Deterrence. Cornell University Press, Ithaca 1983, ISBN 0-8014-1569-1.
- mit Russell Hardin, Robert E. Goodin & Gerald Dworkin (Hrsg.): Nuclear Deterrence: Ethics and Strategy. University of Chicago Press, 1985
- Liddell Hart and the Weight of History. Cornell University Press, Ithaca 1988, ISBN 0-8014-2089-X.
- The Tragedy of Great Power Politics. Norton, New York 2001, ISBN 0-393-02025-8.
- mit Stephen M. Walt: The Israel Lobby and U.S. Foreign Policy. Farrar, Straus and Giroux, 2007, ISBN 0-374-17772-4
  - Die Israel-Lobby. Wie die amerikanische Außenpolitik beeinflusst wird. Campus-Verlag, Frankfurt/New York 2007, ISBN 3-593-38377-2.
- Why Leaders Lie. The Truth about Lying in International Politics. Oxford University Press, New York 2011, ISBN 978-0-19-975873-9.
  - Lüge! Vom Wert der Unwahrheit. Aus dem Englischen von Andreas Simon dos Santos, Campus-Verlag, Frankfurt/New York 2011, ISBN 978-3-593-39469-5.
- The great delusion. Liberal dreams and international realities. Yale University Press, New Haven 2018, ISBN 978-0-300-23419-0.
- mit Sebastian Rosato: How States Think - The Rationality of Foreign Policy. Yale University Press, New Haven 2023, ISBN 978-0-300-26930-7.

### Artikel
- Back to the Future: Instability in Europe After the Cold War. In: International Security. Vol. 15, No. 4, Sommer 1990, S. 5–56 (PDF; 5,49 MB)
- The False Promise of International Institutions. In: International Security. Vol. 19, No. 3, Winter 1994/1995, S. 5–49 (PDF; 5,592 MB)
  - A Realist Reply. In: International Security. Vol. 20, No. 1, Sommer 1995, S. 82–93 (PDF; 1,986 MB)
- mit Stephen Van Evera: When peace means war. In: The New Republic. 18. Dezember 1995, S. 16–21 (PDF; 2,124 MB)
- mit Stephen M. Walt: Serientäter Saddam? Die Beweise der Kriegsbefürworter stechen nicht. In: Blätter für deutsche und internationale Politik. Jg. 48, Nr. 3, März 2003, S. 296–306